# 대한민국의 보수정당
대한민국의 보수정당은 대한민국 정당사에서 우익, 보수주의, 반공주의 등을 표방한 정당들을 말한다. 1961년 5월 16일 5·16 군사정변 이후 오랫동안 권위주의적 성격을 띈 여당으로써 한국사회에서 주류로 자리매김했으며 특히 1990년 3당 합당 이후에는 민주당계가 대부분 참여하여 온건보수주의적인 성격을 보였으나 1997년 정권교체로 출범한 김대중 정부와 이후 노무현 당선 이후 민주당계 출신 인사들이 대거 이탈하여 다시 강경 보수주의 성격을 가지게 되었다. 이명박 정부 출범 이후로 한나라당은 중도보수 노선을 띄어 다른 보수정당과 차별화를 시도했으나, 박근혜 대통령 이후에는 다시 강경 보수주의 성격이 되었다. 보수성향의 정당에 대해 지나친 권위주의 및 구 이승만, 박정희, 전두환 기간 중의 여당으로 활동하면서 벌인 권력남용에 대한 불신과 친일파 척결 문제에 관련된 비판, 한나라당의 대중영합주의에 대한 웰빙성향이라는 일부 우익 시민단체의 정체성과 정통성에 대한 의문이 제기되어 비판이 제기되어 별도의 신당을 창당하였다.
대한민국의 보수정당의 구성은 이승만, 이시영, 김규식 등의 반공주의적 독립운동가 세력, 지청천·이범석 등 한국 광복군 출신 계열, 군부 출신의 박정희·전두환·노태우 등이 있다. 그밖에도 김영삼을 비롯하여 3당 합당 이후에 참여한 일부 민주당계 세력과, 운동권에서 보수로 전향한 소수의 386세대가 있다.
한동안 대한민국의 보수정당은 제1공화국의 이승만계 정당과 제2공화국부터 노태우 정부까지의 공화당계 정당 이후, 일반적으로 크게 3가지 세부 성향의 정당으로 분류되어 왔다. 영남권이나 대경권을 지지기반으로 하는 거대 대표 보수정당, 충청권 기반의 충청도계 정당, 친박정희(혹은 친박근혜) 성향의 극우정당이 그것이다. 2012년 충청도를 기반으로 하는 선진통일당과 친박의원들이 만든 친박연대 모두 새누리당과 합당하여 새누리당이 한동안 유일한 원내 보수정당으로 남아있었으나, 2016년 박근혜-최순실 게이트 이후 비박계 의원들이 집단 탈당하여 바른정당을 창당하면서 거대 보수정당 역사상 첫 대규모 분당 사태가 현실화되었다.

## 임시정부

### 한국독립당 (1945년)
1930년에 창당된 임시정부의 정당. 임시정부의 여당이던 한국독립당이 귀국후 1945년 대한민국의 보수정당으로는 최초로 등록하였다. 김구의 암살후 몰락하였으며 일부는 신민당으로 이시영, 이범석 등 일부는 자유당 등으로, 신익희와 지청천 등은 대한국민당으로 흡수되어 해체되었다.
- 위원장: 김구(1945~1949), 조완구(1949~1950), 김홍일(1962), 김학규(1969)[출처 필요]

### 조선민주당 (1945년)
1945년 조만식 등에 의해 설립된 정당. 1950년 조만식 사후 조직이 붕괴되고 일부는 월남한다. 6.25 동란 중 흐지부지되어 1954년 해체되었다. 한근조 등 일부는 호헌동지회에 참여했고 이윤영 등은 자유당으로 건너갔다.
- 위원장: 조만식(1945)->이윤영(1948)->한근조(1949)

### 여자국민당 (1945년)
1945년 임영신 등에 의해 창당. 1949년 윤치영·임영신 등에 의해 창당된 친이승만계 정당인 대한국민당에 흡수되었다. 1956년 5월 별도로 제3대 정부통령 선거에 임영신을 출마시키기도 했다. 1960년 대한국민당과 함께 자유당에 흡수되었다.
- 총재 : 임영신(1945)->대한국민당에 흡수->임영신(1956)

### 독촉국민회 (1946년)
1946년 2월에 창당한 이승만이 이끄는 우익 계열 정당이다. 초대 총선에서 원내 1당을 차지하고, 제1대 대통령 선거에서 이승만을 후보로 선출하여 당선시켰다. 1951년 이승만을 중심으로 자유당이 창당되자 흡수되었다.

### 민족자주연맹 (1946년)
1946년 12월 좌우합작위원회 해산 후 김규식 등에 의해서 창당된 민족주의적 보수 정당. 좌우합작과 남북협상에 참여하였으며 제2대 총선거 이후에는 선거에 참가하였다. 1950년 6.25 이후 지도부의 납북과 정권의 탄압으로 몰락하였다.
- 위원장 : 김규식(1946)

## 이승만 정부

### 대한국민당 (1948년)
1948년 11월 13일 신익희, 윤치영 등에 의해 친이승만계 정당으로 대한국민당을 창당되었다. 이어 임영신 등의 여자국민당, 지청천의 대동청년단을 흡수했다. 그러나 최고위원 중 한사람인 정부 수립 후 이승만과 멀어지기 시작한 한민당의 김성수의 제의를 받아들여 한민당과 통합, 1949년 민주국민당을 결성하면서 해체되었다.
그러나 원내 제1당이던 민주국민당이 국회에서 기존의 대통령 중심제를 의원내각제로 바꾸는 개헌을 추진하자, 이승만 대통령을 지지하는 세력이 개헌을 저지할 목적으로 1949년 11월 12일 신정회, 노농, 일민구락부 소속 의원들이 중심이 되어 다시 부활시켰다. 대한국민당은 자유당 창당 전까지 준 여당으로 활동하였으며, 자유당 창당 이후에도 친여 성향의 정당으로 존속하였다. 1958년 7월 해산하였다.
- 최고위원: 신익희→윤치영, 이인(1949. 11. 12)

### 독립노농당 (1949년)
1949년 대한국민당을 탈당한 전진한과 근로인민당의 장건상, 유림, 김성숙 등과 함께 노동자의 권리 대변을 목표로 정당 건설. 1952년 자유당에 흡수되면서 공중분해됨
- 최고위원 : 장건상, 전진한, 유림, 김성숙

### 자유당 (1951년)
1951년 12월, 이승만 대통령의 신당 조직 의사에 따른 원외의 사회단체가 모여 자유당을 창당하고, 이와 별도로 원내의 공화민정회가 또 다른 자유당을 창당하였다. 1960년 이승만의 사퇴시까지 제1공화국의 여당이었으며, 제2공화국, 제3공화국의 야당으로 존재하였다.
- 총재:이승만(1951~1960.4.25)[3] ⇒ ? ⇒ 장택상(1963. 9)[4]

## 박정희 정부

### 재건당 (1963년)
1963년 1월 10일 김종필과 군출신 인사들에 의해 조직되었으며 구 자유당계 및 대한국민당계를 흡수하여 민주공화당을 창당하고 1963년 2월 27일 흡수, 소멸되었다.
- 대표:김종필

### 민주공화당 (1963년)
1963년 2월에 창당되었으며 제3공화국과 제4공화국의 여당이었다. 박정희는 창당 후에 47만 5천번째 당원으로 입당하여 제2대 총재가 되었다. 1979년 10월 26일 박정희 사후 야당화되었으며 1980년 10월 27일 해산되었다.
- 1963년 2월 26일 창당
- 1963년 5월 10일 등록 - 총재 : 정구영
- 1963년 8월 박정희를 총재 겸 대통령 후보로 추대. 이후 박정희가 당수직을 역임
- 1980년 10월 27일 - 제5공화국 헌법 부칙에 의해 해산.
- 1980년 12월 당 재산을 압류당함(한국국민당과 민주정의당에 각각 흡수)

- 총재: 정구영(1963. 2) ⇒박정희(63. 8) ⇒ 박정희(63. 12 재신임) ⇒ 박정희대통령직 겸임 (63.9.5) ⇒ 김종필(79.11.16) ⇒ 윤치영(1980)

### 유신정우회 (1972년)
- 1972년 민주공화당과는 별도로 운영된 친여성향 준정당 조직.
- 통일주체국민회의 소속 대한민국 국회 전국선거구 의원들이 구성한 원내교섭단체.
- 의장이 대표격이었고, 민주공화당과는 별도로 원내대표와 원내총무를 별도로 선출하였다.
- 1980년 10월 27일 - 제5공화국 헌법 부칙에 의해 해산.(한국국민당에 흡수)

- 의장: 태완선(1972.10) ⇒ 백두진 (1973) ⇒ 태완선(1979.2.19) ⇒ 최영희(1979.11)

## 신군부 정권

### 민주정의당 (1981년)
- 1981년 1월 17일 등록.
- 1990년 2월 15일 - 삼당합당으로 민주자유당으로 신설합당되어 소멸.
- 총재: 전두환대통령직 겸임 ⇒ 권한대행(대표최고의원) 노태우(87.7.11) ⇒ 노태우(87.8.13) 이한동계 탈당 이름 하나로자유연합

### 자유독선당 (1981년)
- 1981년 1월 23일 구 민주공화당과 유신정우회 인사들에 의해 창당.
- 1987년 10월 신민주공화당이 창당되자 당내 의원 일부 탈당(신민주공화당과 민주정의당으로 이탈)
- 1988년 총선에서 당선자를 내지 못하고 신민주공화당에 흡수.
- 대표 : 김종철(1981.1) -> 이만섭(대행, 1984) -> 이만섭(1985) -> 흡수, 소멸

### 신민주공화당 (1987년)
약칭 공화당
- 1987년 11월 11일 등록.
- 1990년 2월 15일 - 삼당합당으로 민주자유당으로 신설합당되어 소멸.
- 총재: 김종필

### 민주자유당 (1990년)
1990년 민주정의당과 통일민주당, 신민주공화당이 합당하여 창당했다.
- 1990년 2월 15일 등록.
- 1996년 2월 17일 - 신한국당에 당명변경.

- 총재 : 노태우/김영삼/김종필(공동대표) ⇒ 노태우(90.5.25)대통령직 겸임 ⇒ 김영삼(92.8.28)

## 삼김시대 후반기

### 통일국민당 (1992년)
- 1992년 2월 10일 등록.
- 1994년 7월 8일 - 신정치개혁당(박찬종)과 함께 신민당으로 신설합당하여 소멸.
- 총재 : 정주영 ⇒ 김동길(93.3.19)

### 새한국당 (1992년)
- 1992년 창당 - 민주자유당 대통령 후보 경선에서 김영삼에게 패한 이종찬과 그의 지지자들이 탈당하여 창당.
- 1995년 3월 해체.

- 대표: 김동길

### 신민당 (1994년)
- 1994년 7월 8일 - 통일국민당과 신정치개혁당을 합당하여 신민당 창당
- 1995년 5월 31일 - 자유민주연합으로 합당.

### 자유민주연합 (1995년)
약칭은 자민련.
- 1995년 4월 13일 등록.
- 1995년 5월 31일 - 신민당과 합당하여 자유민주연합으로 신설 창당.
- 2006년 한나라당과 합당, 일부는 2006년 국민중심당에 흡수.

- 총재: 김종필 ⇒ 박태준(97.11.26) ⇒ 김종필 (재선)⇒ 김학원

### 신한국당 (1995년)
- 1996년 2월 17일 - 민주자유당에서 당명 변경
- 1997년 11월 24일 - 민주당(조순)과 함께 한나라당으로 신설합당하여 소멸

- 총재:김영삼⇒ 이회창(97.10.2)

### 국민신당 (1997년)
- 1997년 10월 10일 등록.
- 이인제 영입, 15대 대통령 선거 출마
- 일부 탈당, 이인제 등은 민주당에 입당, 일부는 자유민주연합에 흡수, 1998년 9월 28일 당대표 이만섭 등은 새정치국민회의로 합당 등 분산되어 최종 소멸.
- 총재: 이만섭(1997)

### 한나라당 (1997년)
1997년 신한국당과 민주당이 합당하여 창당했다.
- 1997년 11월 24일 등록
- 총재/대표 : 이회창, 조순 ⇒ 이회창(98.9.18) ⇒ 최병렬 ⇒ 박근혜 ⇒ 강재섭 ⇒ 박희태 ⇒ 정몽준 ⇒ 안상수 ⇒ 홍준표 ⇒ 박근혜

### 민주국민당 (2000년)
2000년 한나라당에서 탈당한 조순. 김윤환 등이 주도하여 창당하였다. 약칭 민국당.
- 2000년 3월 8일 창당
- 2004년 대한민국 제17대 총선에서 단 한 석도 얻지 못하여 정당법에 따라 등록취소
- 대표: 조순 ⇒ 김윤환 ⇒ 김동주(03.4.18)

## 참여정부 이후

### 한국미래연합 (2002년)
2002년 4월 22일 박근혜가 이회창과 갈등을 빚고 한나라당을 탈당하여 만든 정당이다. 약칭은 미래연합이었다. 2002년 지방선거에서 광역자치의원 당선자를 냈다. 국회에는 1석을 보유하고 있었다. 2002년 대선을 앞두고 한나라당에 흡수합당되었다.
- 대표 : 박근혜

### 국민통합21 (2002년)
2002년 11월 11일 정몽준이 창당한 대한민국의 정당이다. 2004년 제17대 국회의원 총선거에서 국민통합21은 정몽준을 제외한 모든 후보가 낙선하며 1석을 얻는데 그쳤고, 비례대표에선 0.6%를 득표했다. 2004년 3월에 개정된 정당법에 의거해서 ‘정당은 전국 5개 이상의 시도당에 각각 1000명의 당원을 보유해야 한다’는 규정에 자격이 미달돼 개정 이후 180일의 유예기간이 끝나 2004년 9월 13일 중앙선거관리위원회가 등록 취소 결정을 내리면서 해산되었다.
- 대표 : 정몽준

### 국민중심당 (2006년)
2006년 충청도에 기반해 창당된 사실상 지역주의정당이다. 참여정부는 수도권 집중화를 막고 국가균형발전을 꾀하는 정책 하에 행정수도 이전 계획을 내놓았다. 한나라당은 이 정책에 반대하였는데, 한나라당의 정책에 반대하는 충청권 인사들과 심대평 충남지사 및 신국환 의원, 구 신민주공화당, 자유민주연합, 한나라당 입당파를 제외한 국민신당 계열 인사들이 제휴해 2006년 1월 17일에 창당하였다. 2008년 2월 12일에 자유선진당에 통합되어 소멸하였다.
- 대표 : 심대평, 신국환

### 미래희망연대 (2007년)
원래 2007년 대선에서 정근모 후보를 내세웠던 '참주인연합'에서 출발했다. 대선 이후 '미래한국당'으로 당명을 바꿨으나 사실상 흐지부지된 상황에서, 한나라당의 18대 총선 후보 선출과정에서 친 이명박 계열이 많이 공천된 데 대한 반발로, 친 박근혜 계열 당원들이 한나라당을 집단 탈당하고 미래한국당에 입당하면서 박근혜를 전면에 내세우기 위해 당명을 '친박연대'로 바꿨다. 정작, 박근혜는 한나라당에 남아있었다. 이들이 한나라당으로 복당하려하자 친이 계열은 반대하였으나 결국 복당을 받아들였다. 당명 변경에 대한 요구가 끊임없이 제기되어 공모를 통해 2010년 2월 12일 당명을 미래희망연대로 변경했다. 2010년 7월에 열린 한나라당 전당대회에서 한나라당과의 합당이 의결되어 합당 소멸되었다. 이 과정에서 이규택과 비당권파는 미래연합을 창당하였다.
- 대표 : 서청원, 이규택

### 자유선진당 (2008년)
제17대 대통령 선거에서 이명박 한나라당 후보의 당선 가능성에 논란이 일자, 일부 보수 세력은 정계 은퇴한 이회창을 대안으로 제시하게 된다. 무소속 후보로 대선에 출마한 이회창은 당선되지 못했으나, 여당이 될 한나라당을 견제할 정치 세력의 필요성을 역설하며 창당을 준비한다. 대선 과정 중 후보 단일화를 이뤄낸 국민중심당의 협조로 2008년 2월 1일 창당한다. 동년 동월 12일 국민중심당을 통합하여 17대 원내 제4당의 지위를 얻게 되었다. 또, 18대 총선 결과 18석으로 원내 제3당의 지위를 얻게 되었다. 비교섭단체의 한계를 극복하기 위해 창조한국당과 연합하여 선진과 창조의 모임이라는 교섭단체를 구성하였으나, 문국현 창조한국당 대표의 공천 헌금 사건으로 교섭단체는 와해된다. 그 후, 이회창 총재와 심대평 대표의 갈등으로 심대평 대표는 탈당한다. 이회창 총재는 총재직에서 대표직으로 자리를 바꾼다. 2012년 5월 29일부터 이인제의 주도 하에 선진통일당으로 당명을 개칭하였다.
- 대표 : 심대평, 이회창, 변웅전, 이인제

### 국민중심연합 (2010년)
2010년 심대평이 자유선진당을 탈당한후 창당하였다. 이후 2010년 6월에 열린 지방선거에서 공주시장 1명을 당선 시켰다. 2011년 10월 10일에 자유선진당과 합당해서 소멸되었다.
- 대표 : 심대평

### 미래연합 (2010년)
친박연대가 미래희망연대로 당명을 바꾸고 한나라당에 통합되고 지방선거에 불출마 하기로 하자, 2010년 4월 이규택과 비당권파들이 탈당하여 창당했다. 친박근혜 성향은 기존의 친박연대와 동일하다. 지방선거에서는 기초자치단체장 선거에서 상주시장에 1명 당선자를 냈다. 그러나, 이규택 대표가 탈당하여 새누리당에 입당했으며 결국, 2012년 총선에서 득표수 미달로 등록 취소되었다.
- 대표 : 이규택, 김명수

### 새누리당 (2012년)
2011년 10.26 재보궐선거에서 패배하자 한나라당이 박근혜 비상대책위원장을 중심으로 재편되었으며, 2012년 2월 13일 새누리당으로 당명을 개명하였다. 2012년 총선에서 패배가 예상되었으나 과반의석을 얻었다. 2012년 대선에서 박근혜가 당선되어 여당의 지위를 계속 유지하였다. 기존의 한나라당에서 개칭하였기 때문에 정당등록일은 1997년 11월 24일이다. 2012년 10월 선진통일당과 합당함으로써 2000년대 중반 이후 분열되었던 보수정당들이 새누리당으로 모두 합당되어 분열이 종식되었다. 대표적인 인물로는 박근혜, 이명박, 이재오, 정두언, 김무성, 정몽준, 서청원, 이한구, 김문수, 홍준표, 강재섭, 이인제, 이회창, 심재철, 최경환, 황우여 등이 있다.
- 대표
  - 박근혜 (비상대책위원장, 2011년 12월 19일 ~ 2012년 5월 15일)
  - 황우여 (2012년 5월 15일 ~ 2014년 5월 15일)
  - 이완구 (비상대책위원장, 2014년 5월 8일 ~ 2014년 7월 13일)
  - 김무성 (2014년 7월 14일 ~ 2016년 4월 14일)
  - 원유철 (대표권한대행, 2016년 4월 15일 ~ 2016년 5월 10일)
  - 정진석 (대표권한대행, 2016년 5월 11일 ~ 2016년 6월 1일)
  - 김희옥 (혁신비상대책위원장, 2016년 6월 2일 ~ 2016년 8월 9일)
  - 이정현 (2016년 8월 9일 ~ 2016년 12월 16일)
  - 정우택 (대표권한대행, 2016년 12월 16일 ~ 2016년 12월 28일)
  - 인명진 (비상대책위원장, 2016년 12월 29일 ~ 2017년 2월 13일)

### 국민생각 (2012년)
2012년 2월 13일 한반도선진화재단의 이사장과 17대 한나라당 국회의원을 지낸 박세일이 대한민국 제19대 총선을 앞두고 창당한 정당이다.
전여옥의 입당으로 원내 정당이 됐다. 그러나 2012년 4월 11일에 실시된 제19대 총선 결과, 지역구와 비례대표 모두에서 의석 획득에 실패했으며, 정당지지율 득표에서도 등록취소요건 2%미만인 0.73%를 얻어 정당 등록이 취소됐다.
- 대표 : 박세일

### 선진통일당 (2012년)
자유선진당이 이인제 비상대책위원장을 중심으로 재편되었으며, 2012년 5월 29일부터 선진통일당으로 당명을 개칭하여 사용했다. 약칭은 자유선진당과 같은 선진당이다. 2012년 10월 25일에 새누리당과 합당을 선언하고 11월 16일 정식으로 흡수 합당되었다.
- 대표 : 이인제

### 바른정당 (2017년)
2016년 박근혜-최순실 게이트로 인해 박근혜 대통령 탄핵 소추안이 국회에서 통과되면서 새누리당 내부의 주도권을 두고 친박계와 비박계의 내분이 심화되었다. 당의 새로운 원내대표를 선출하는 선거에서 친박계의 정우택 의원이 비박계의 나경원 의원을 누르고 당선되자 김무성 전 대표와 유승민 전 원내대표를 비롯한 29명의 의원들이 탈당하여 2016년 12월 바른정당을 원내교섭단체로 등록하고 2017년 1월 24일 정식으로 창당하였다.
- 대표
  - 정병국(2017년 1월 25일 ~ 2017년 3월 10일)
  - 주호영(대표권한대행, 2017년 3월 10일 ~ 2017년 6월 25일)
  - 이혜훈(2017년 6월 26일 ~ 2017년 9월 7일)
  - 주호영(대표권한대행, 2017년 9월 7일 ~ 2017년 11월 13일)
  - 유승민(2017년 11월 13일 ~ 2018년 2월 13일)

### 자유한국당 (2017년)
새누리당은 박근혜-최순실 게이트로 입은 타격을 극복하기 위한 쇄신책의 일환으로 당원들의 여론을 수렴해 2017년 2월 자유한국당으로 당명을 변경하였다.
- 대표
  - 인명진 (비상대책위원장, 2017년 2월 13일 ~ 2017년 3월 31일)
  - 정우택 (대표 권한대행, 2017년 4월 1일 ~ 2017년 7월 2일)
  - 홍준표 (2017년 7월 3일 ~ 2018년 6월 14일)
  - 김성태 (대표 권한대행 2018년 6월 15일 ~ 7월 16일)
  - 김병준 (자유한국당, 혁신비상대책위원장 2018년 7월 17일 ~ 2019년 2월 27일)
  - 황교안 (자유한국당, 2019년 2월 28일 ~ 2020년 2월 17일)

### 새누리당 (2017년)
2017년 일부 친박 지지자들이 창당한 대한민국의 보수정당이다. 2017년 4월 5일 장충체육관에서 창당대회를 열고 정식 창당했다.
- 대표 : 정광택

### 대한애국당 (2017년)
2017년 7월 8일에 창당을 선언한 대한민국의 보수정당이다. 새누리당 탈당파인 조원진, 정미홍, 변희재, 허평환 등이 분당하여 수립한 정당이다. 박근혜 전 대통령의 무죄 석방 운동을 주도하고 있다. 8월 30일에 공식 창당되었으며, 9월 4일 선거관리위원회에 등록되었다.
- 대표 : 조원진

### 바른미래당 (2018년)
국민의당과 바른정당의 합당으로 생긴 대한민국의 정당이다. 2018년 2월 13일 창당되었다. 2019년 바른정당계가 탈당해 새로운보수당을 창당했고, 안철수 전 의원도 탈당하여 국민의당을 창당한다. 이후 민생당을 창당하여 해산되었다.
- 대표
  - 1기 : 박주선 (2018년 2월 13일 ~ 2018년 6월 15일, 유승민 (2018년 2월 13일 ~ 2018년 6월 14일)
  - 비상대책위원장 : 김동철 (2018년 6월 15일 ~ 2018년 9월 2일)
  - 2기 : 손학규 (2018년 9월 3일 ~ 2020년 2월 24일)

### 미래통합당 (2020년)
2020년 2월 17일에 창당한 대한민국의 보수정당이다.

### 국민의힘 (2020년)
2020년 9월 2일, 미래통합당이 국민의힘으로 당명을 변경하였다.

## 주요 당 지도부
| \| 정당 \| 성명 \| 직함 \| 임기 \| 비고 \| \| ---------- \| ----------------- \| ------------ \| ---------------------------------- \| ------------------------------------------------------------------------- \| \| 자유당 \| 이승만 \| 당수 총재 \| 1952년 3월 20일 ~ 1960년 4월 24일 \| 1952년 재추대 1955년 재추대 1957년 재추대 1959년 재추대 4.19혁명으로 사퇴 \| \| 자유당 \| 조경규 \| 대표전권위원 \| 1960년 6월 15일 ~ 1961년 5월 16일 \| 5.16 군사정변으로 당 해산 \| \| 민주공화당 \| 정구영 \| 총재 \| 1963년 2월 26일 ~ 1963년 8월 31일 \| \| \| 민주공화당 \| 박정희 \| 총재 \| 1963년 8월 31일 ~ 1979년 10월 26일 \| 1965년 재추대 10.26 사건으로 피살 \| \| 민주공화당 \| 김종필 \| 총재 \| 1979년 11월 12일 ~ 1980년 7월 3일 \| 신군부에 의해 정계은퇴 \| \| 민주정의당 \| 전두환 \| 총재 \| 1981년 1월 15일 ~ 1987년 7월 10일 \| \| \| 민주정의당 \| 노태우 \| 총재 \| 1987년 8월 5일 ~ 1990년 5월 9일 \| 1988년 재추대 \| \| 민주자유당 \| 노태우 \| 총재 \| 1990년 5월 9일 ~ 1992년 8월 27일 \| 1992년 재추대 \| \| 민주자유당 \| 김영삼 \| 총재 \| 1992년 8월 28일 ~ 1995년 12월 6일 \| 1995년 재추대 \| \| 신한국당 \| 김영삼 \| 총재 \| 1995년 12월 6일 ~ 1997년 9월 30일 \| \| \| 신한국당 \| 이회창 \| 총재 \| 1997년 9월 30일 ~ 1997년 11월 21일 \| 한나라당으로 합당 \| \| 한나라당 \| 조순 \| 총재 \| 1997년 11월 21일 ~ 1998년 8월 4일 \| 1998년 재추대, 국회의장단 선거 패배로 사퇴 \| \| 한나라당 \| 이회창 \| 총재 \| 1998년 8월 31일 ~ 2002년 4월 1일 \| 2000년 재선 \| \| 한나라당 \| 서청원 \| 대표최고위원 \| 2002년 5월 14일 ~ 2003년 1월 29일 \| 차떼기 사건으로 사퇴 \| \| 한나라당 \| 최병렬 \| 대표최고위원 \| 2003년 6월 26일 ~ 2004년 3월 22일 \| 서청원 체포동의안 부결 및 탄핵 역풍으로 사퇴 \| \| 한나라당 \| 박근혜 \| 대표최고위원 \| 2004년 3월 23일 ~ 2006년 6월 15일 \| 2004년 재선 대선 출마 위해 사퇴 \| \| 한나라당 \| 강재섭 \| 대표최고위원 \| 2006년 7월 11일 ~ 2008년 7월 2일 \| \| \| 한나라당 \| 박희태 \| 대표최고위원 \| 2008년 7월 3일 ~ 2009년 9월 6일 \| 2009년 대한민국 재보궐선거 출마 위해 사퇴 \| \| 한나라당 \| 정몽준 \| 대표최고위원 \| 2009년 9월 7일 ~ 2010년 6월 3일 \| 박희태 사퇴로 승계 제5회 전국동시지방선거 참패로 사퇴 \| \| 한나라당 \| 안상수 \| 대표최고위원 \| 2010년 7월 14일 ~ 2011년 5월 8일 \| 2011년 상반기 재보궐선거 패배로 사퇴 \| \| 한나라당 \| 홍준표 \| 대표최고위원 \| 2011년 7월 4일 ~ 2011년 12월 9일 \| 선관위 디도스 사건으로 사퇴 \| \| 새누리당 \| 황우여 \| 대표최고위원 \| 2012년 5월 15일 ~ 2014년 5월 14일 \| \| \| 새누리당 \| 김무성 \| 대표최고위원 \| 2014년 7월 14일 ~ 2016년 4월 14일 \| 대한민국 제20대 총선 참패로 사퇴 \| \| 새누리당 \| 이정현 \| 대표 \| 2016년 8월 9일 ~ 2016년 12월 16일 \| 박근혜-최순실 게이트로 사퇴 \| \| 자유한국당 \| 홍준표 \| 대표 \| 2017년 7월 3일 ~ 2018년 6월 14일 \| 제7회 전국동시지방선거 참패로 사퇴 \| \| 자유한국당 \| 황교안 \| 대표 \| 2019년 2월 28일 ~ 2020년 2월 17일 \| \| \| 미래통합당 \| 황교안 \| 대표 \| 2020년 2월 17일 ~ 2020년 4월 15일 \| 대한민국 제21대 총선 참패로 사퇴 \| \| 국민의힘 \| 이준석 \| 대표 \| 2021년 6월 11일 ~ 2022년 7월 8일 \| \| \| 국민의힘 \| 김기현 \| 대표 \| 2023년 3월 8일 ~ 2023년 12월 13일 \| \| \| 국민의힘 \| 한동훈 \| 대표 \| 2024년 7월 23일 ~ 2024년 12월 16일 \| \| \| 국민의힘 \| 2025년 8월 22일 ~ \| 대표 \| \| \| - 박희태 (한나라당, 대표최고위원, 2008년 7월 3일 ~ 2009년 9월 6일) - 정몽준 (한나라당, 대표최고위원, 2009년 9월 7일 ~ 2010년 6월 3일) - 김무성 (한나라당, 비상대책위원장, 2010년 6월 4일 ~ 2010년 7월 13일 - 안상수 (한나라당, 대표최고위원, 2010년 7월 14일 ~ 2011년 5월 8일) - 정의화 (한나라당, 비상대책위원장, 2011년 5월 8일 ~ 2011년 7월 3일) - 홍준표 (한나라당, 대표최고위원, 2011년 7월 4일 ~ 2011년 12월 9일) - 나경원 (한나라당, 대표 권한대행, 2011년 12월 9일 ~ 2011년 12월 11일) - 황우여 (한나라당, 대표 권한대행, 2011년 12월 12일 ~ 2011년 12월 18일) - 박근혜 (새누리당, 비상대책위원장, 2011년 12월 19일 ~ 2012년 5월 15일) - 황우여 (새누리당, 2012년 5월 15일 ~ 2014년 5월 15일) - 이완구 (새누리당, 비상대책위원장, 2014년 5월 8일 ~ 2014년 7월 13일) - 김무성 (새누리당, 2014년 7월 14일 ~ 2016년 4월 14일) - 원유철 (새누리당, 대표 권한대행, 2016년 4월 15일 ~ 2016년 5월 10일) - 정진석 (새누리당, 대표 권한대행, 2016년 5월 11일 ~ 2016년 6월 1일) - 김희옥 (새누리당, 혁신비상대책위원장, 2016년 6월 2일 ~ 2016년 8월 9일) - 이정현 (새누리당, 2016년 8월 9일 ~ 2016년 12월 16일) - 정우택 (새누리당, 대표 권한대행, 2016년 12월 16일 ~ 2016년 12월 28일) - 인명진 (새누리당, 비상대책위원장, 2016년 12월 29일 ~ 2017년 2월 13일) - 정병국 (바른정당, 2017년 1월 25일 ~ 2017년 3월 10일) - 인명진 (자유한국당, 비상대책위원장, 2017년 2월 13일 ~ 2017년 3월 31일) - 주호영 (바른정당, 대표 권한대행, 2017년 3월 10일 ~ 2017년 6월 25일 - 정우택 (자유한국당, 대표 권한대행, 2017년 4월 1일 ~ 2017년 7월 2일) - 이혜훈 (바른정당, 2017년 6월 26일 ~ 2017년 9월 7일) - 홍준표 (자유한국당, 2017년 7월 3일 ~ 2018년 6월 14일) - 주호영 (바른정당, 대표 권한대행, 2017년 9월 7일 ~ 2017년 11월 13일) - 유승민 (바른정당, 2017년 11월 13일 ~ 2018년 2월 13일) - 김성태 (자유한국당, 대표 권한대행 2018년 6월 15일 ~ 7월 16일) - 김병준 (자유한국당, 혁신비상대책위원장 2018년 7월 17일 ~ 2019년 2월 27일) - 황교안 (자유한국당 → 미래통합당, 2019년 2월 28일 ~ 2020년 4월 15일) - 심재철 (미래통합당, 대표 권한대행 2020년 4월 16일 ~ 2020년 5월 8일) - 주호영 (미래통합당, 대표 권한대행 2020년 5월 8일 ~ 2020년 5월 26일) - 김종인 (미래통합당 → 국민의힘, 비상대책위원장 2020년 5월 27일 ~ 2021년 4월 8일) - 주호영 (국민의힘, 대표 권한대행 2021년 4월 8일 ~ 2021년 4월 30일) - 김기현 (국민의힘, 대표 권한대행 2021년 4월 30일 ~ 2021년 6월 11일) - 이준석 (국민의힘, 2021년 6월 11일 ~ 2022년 7월 8일) - 권성동 (국민의힘, 대표 권한대행 2022년 7월 8일 ~ 2022년 8월 9일, 2022년 8월 26일 ~2022년 9월 8일) - 주호영 (국민의힘, 비상대책위원장 2022년 8월 9일 ~ 2022년 8월 26일) - 정진석 (국민의힘, 비상대책위원장 2022년 9월 8일 ~ 2023년 3월 8일) - 김기현 (국민의힘 2023년 3월 8일 ~ 2023년 12월 13일) - 윤재옥 (국민의힘, 대표 권한대행 2023년 12월 13일 ~ 2023년 12월 29일) - 한동훈 (국민의힘, 비상대책위원장 2023년 12월 29일 ~ 2024년 4월 11일) - 윤재옥 (국민의힘, 대표 권한대행 2024년 4월 11일 ~ 2024년 5월 2일) - 황우여 (국민의힘, 비상대책위원장 2024년 5월 2일 ~ 2024년 7월 23일) - 한동훈 (국민의힘, 2024년 7월 23일 ~ 2024년 12월 16일) - 권성동 (국민의힘, 대표 권한대행 2024년 12월 16일 ~ 2024년 12월 30일, 2025년 5월 11일 ~ 2025년 5월 15일) - 권영세 (국민의힘, 비상대책위원장 2024년 12월 30일 ~ 2025년 5월 10일) - 김용태 (국민의힘, 비상대책위원장 2025년 5월 15일 ~ 2025년 6월 30일) - 송언석 (국민의힘, 비상대책위원장 2025년 6월 30일 ~ 2025년 8월 22일) - (국민의힘, 2025년 8월 22일 ~ ) - 홍준표 (한나라당, 2008년 5월 18일 ~ 2009년 5월 20일) - 안상수 (한나라당, 2009년 5월 21일 ~ 2010년 5월 3일) - 김무성 (한나라당, 2010년 5월 4일 ~ 2011년 5월 5일) - 황우여 (새누리당, 2011년 5월 6일 ~ 2012년 5월 8일) - 이한구 (새누리당, 2012년 5월 9일 ~ 2013년 5월 14일) - 최경환 (새누리당, 2013년 5월 15일 ~ 2014년 5월 7일) - 이완구 (새누리당, 2014년 5월 8일 ~ 2015년 1월 25일) - 유승민 (새누리당, 2015년 2월 2일 ~ 2015년 7월 8일) - 원유철 (새누리당, 2015년 7월 14일 ~ 2016년 5월 3일) - 정진석 (새누리당, 2016년 5월 3일 ~ 2016년 12월 16일) - 정우택 (자유한국당, 2016년 12월 16일 ~ 2017년 12월 12일) - 주호영 (바른정당, 2016년 12월 27일 ~ 2017년 11월 13일) - 김세연 (바른정당, 원내대표 권한대행, 2017년 11월 13일 ~ 2017년 12월 21일) - 김성태 (자유한국당, 2017년 12월 12일 ~ 2018년 12월 11일) - 오신환 (바른정당, 2017년 12월 21일 ~ 2018년 2월 13일) - 나경원 (자유한국당, 2018년 12월 11일 ~ 2019년 12월 9일) - 심재철 (자유한국당 → 미래통합당, 2019년 12월 9일 ~ 2020년 5월 8일) - 주호영 (미래통합당 → 국민의힘, 2020년 5월 8일 ~ 2021년 4월 30일) - 김기현 (국민의힘, 2021년 4월 30일 ~ 2022년 4월 8일) - 권성동 (국민의힘, 2022년 4월 8일 ~ 2022년 9월 19일) - 주호영 (국민의힘, 2022년 9월 19일 ~ 2023년 4월 6일) - 윤재옥 (국민의힘, 2023년 4월 7일 ~ 2024년 5월 9일) - 추경호 (국민의힘, 2024년 5월 9일 ~ 2024년 12월 7일) - 배준영 (국민의힘, 원내대표 권한대행, 2024년 12월 7일 ~ 2024년 12월 12일) - 권성동 (국민의힘, 2024년 12월 12일 ~ 2025년 6월 12일) - 박형수 (국민의힘, 원내대표 권한대행, 2025년 6월 12일 ~ 2025년 6월 16일) - 송언석 (국민의힘, 2025년 6월 16일 ~ ) |                   |              |                                    |                                                                           |
| 정당 | 성명              | 직함         | 임기                               | 비고                                                                      |
| 자유당 | 이승만            | 당수 총재    | 1952년 3월 20일 ~ 1960년 4월 24일  | 1952년 재추대 1955년 재추대 1957년 재추대 1959년 재추대 4.19혁명으로 사퇴 |
| 자유당 | 조경규            | 대표전권위원 | 1960년 6월 15일 ~ 1961년 5월 16일  | 5.16 군사정변으로 당 해산                                                 |
| 민주공화당 | 정구영            | 총재         | 1963년 2월 26일 ~ 1963년 8월 31일  |                                                                           |
| 민주공화당 | 박정희            | 총재         | 1963년 8월 31일 ~ 1979년 10월 26일 | 1965년 재추대 10.26 사건으로 피살                                         |
| 민주공화당 | 김종필            | 총재         | 1979년 11월 12일 ~ 1980년 7월 3일  | 신군부에 의해 정계은퇴                                                    |
| 민주정의당 | 전두환            | 총재         | 1981년 1월 15일 ~ 1987년 7월 10일  |                                                                           |
| 민주정의당 | 노태우            | 총재         | 1987년 8월 5일 ~ 1990년 5월 9일    | 1988년 재추대                                                             |
| 민주자유당 | 노태우            | 총재         | 1990년 5월 9일 ~ 1992년 8월 27일   | 1992년 재추대                                                             |
| 민주자유당 | 김영삼            | 총재         | 1992년 8월 28일 ~ 1995년 12월 6일  | 1995년 재추대                                                             |
| 신한국당 | 김영삼            | 총재         | 1995년 12월 6일 ~ 1997년 9월 30일  |                                                                           |
| 신한국당 | 이회창            | 총재         | 1997년 9월 30일 ~ 1997년 11월 21일 | 한나라당으로 합당                                                         |
| 한나라당 | 조순              | 총재         | 1997년 11월 21일 ~ 1998년 8월 4일  | 1998년 재추대, 국회의장단 선거 패배로 사퇴                                |
| 한나라당 | 이회창            | 총재         | 1998년 8월 31일 ~ 2002년 4월 1일   | 2000년 재선                                                               |
| 한나라당 | 서청원            | 대표최고위원 | 2002년 5월 14일 ~ 2003년 1월 29일  | 차떼기 사건으로 사퇴                                                      |
| 한나라당 | 최병렬            | 대표최고위원 | 2003년 6월 26일 ~ 2004년 3월 22일  | 서청원 체포동의안 부결 및 탄핵 역풍으로 사퇴                              |
| 한나라당 | 박근혜            | 대표최고위원 | 2004년 3월 23일 ~ 2006년 6월 15일  | 2004년 재선 대선 출마 위해 사퇴                                           |
| 한나라당 | 강재섭            | 대표최고위원 | 2006년 7월 11일 ~ 2008년 7월 2일   |                                                                           |
| 한나라당 | 박희태            | 대표최고위원 | 2008년 7월 3일 ~ 2009년 9월 6일    | 2009년 대한민국 재보궐선거 출마 위해 사퇴                                 |
| 한나라당 | 정몽준            | 대표최고위원 | 2009년 9월 7일 ~ 2010년 6월 3일    | 박희태 사퇴로 승계 제5회 전국동시지방선거 참패로 사퇴                     |
| 한나라당 | 안상수            | 대표최고위원 | 2010년 7월 14일 ~ 2011년 5월 8일   | 2011년 상반기 재보궐선거 패배로 사퇴                                      |
| 한나라당 | 홍준표            | 대표최고위원 | 2011년 7월 4일 ~ 2011년 12월 9일   | 선관위 디도스 사건으로 사퇴                                               |
| 새누리당 | 황우여            | 대표최고위원 | 2012년 5월 15일 ~ 2014년 5월 14일  |                                                                           |
| 새누리당 | 김무성            | 대표최고위원 | 2014년 7월 14일 ~ 2016년 4월 14일  | 대한민국 제20대 총선 참패로 사퇴                                          |
| 새누리당 | 이정현            | 대표         | 2016년 8월 9일 ~ 2016년 12월 16일  | 박근혜-최순실 게이트로 사퇴                                               |
| 자유한국당 | 홍준표            | 대표         | 2017년 7월 3일 ~ 2018년 6월 14일   | 제7회 전국동시지방선거 참패로 사퇴                                        |
| 자유한국당 | 황교안            | 대표         | 2019년 2월 28일 ~ 2020년 2월 17일  |                                                                           |
| 미래통합당 | 황교안            | 대표         | 2020년 2월 17일 ~ 2020년 4월 15일  | 대한민국 제21대 총선 참패로 사퇴                                          |
| 국민의힘 | 이준석            | 대표         | 2021년 6월 11일 ~ 2022년 7월 8일   |                                                                           |
| 국민의힘 | 김기현            | 대표         | 2023년 3월 8일 ~ 2023년 12월 13일  |                                                                           |
| 국민의힘 | 한동훈            | 대표         | 2024년 7월 23일 ~ 2024년 12월 16일 |                                                                           |
| 국민의힘 | 2025년 8월 22일 ~ | 대표         |                                    |                                                                           |

## 역대 선거 결과

### 대통령 선거
| 년도 | 대수 | 후보자        | 정당                    | 선거방식                  | 득표율 | 득표수       | 결과     | 당락      |
| ---- | ---- | ------------- | ----------------------- | ------------------------- | ------ | ------------ | -------- | --------- |
| 1948 | 1대  | 이승만        | 대한독립촉성국민회      | 국회 간접선거             | 91.8%  | 180표        | 1위      | 당선      |
| 1952 | 2대  | 이승만        | 자유당                  | 직접선거                  | 74.6%  | 5,238,769표  | 1위      | 당선      |
| 1956 | 3대  | 이승만        | 자유당                  | 직접선거                  | 70%    | 5,046,437표  | 1위      | 당선      |
| 1963 | 5대  | 박정희        | 민주공화당              | 직접선거                  | 46.6%  | 4,702,640표  | 1위      | 당선      |
| 1967 | 6대  | 박정희        | 민주공화당              | 직접선거                  | 51.4%  | 5,688,666표  | 1위      | 당선      |
| 1971 | 7대  | 박정희        | 민주공화당              | 직접선거                  | 53.2%  | 6,342,828표  | 1위      | 당선      |
| 1972 | 8대  | 박정희        | 민주공화당              | 통일주체국민회의 간접선거 | 100%   | 2357표       | 단독후보 | 당선      |
| 1978 | 9대  | 박정희        | 민주공화당              | 통일주체국민회의 간접선거 | 100%   | 2577표       | 단독후보 | 당선      |
| 1981 | 12대 | 전두환        | 민주정의당              | 선거인단 간접선거         | 90.2%  | 4755표       | 1위      | 당선      |
| 1987 | 13대 | 노태우 김종필 | 민주정의당 신민주공화당 | 직접선거                  | 44.7%  | 10,105,805표 | 1위 4위  | 당선 낙선 |
| 1992 | 14대 | 김영삼 정주영 | 민주자유당 통일국민당   | 직접선거                  | 58.3%  | 13,857,389표 | 1위 3위  | 당선 낙선 |
| 1997 | 15대 | 이회창 이인제 | 한나라당 국민신당       | 직접선거                  | 57.9%  | 14,861,309표 | 2위 3위  | 낙선      |
| 2002 | 16대 | 이회창        | 한나라당                | 직접선거                  | 46.6%  | 11,443,297표 | 2위      | 낙선      |
| 2007 | 17대 | 이명박        | 한나라당                | 직접선거                  | 48.7%  | 11,492,389표 | 1위      | 당선      |
| 2012 | 18대 | 박근혜        | 새누리당                | 직접선거                  | 51.6%  | 15,773,128표 | 1위      | 당선      |
| 2017 | 19대 | 홍준표 유승민 | 자유한국당 바른정당     | 직접선거                  | 30.8%  | 10,061,620표 | 2위 4위  | 낙선      |
| 2022 | 20대 | 윤석열        | 국민의힘                | 직접선거                  | 48.6%  | 16,394,815표 | 1위      | 당선      |
| 2025 | 21대 | 김문수 이준석 | 국민의힘 개혁신당       | 직접선거                  | 49.5%  | 17,313,815표 | 2위 3위  | 낙선      |

### 부통령 선거
| 년도 | 대수 | 후보자        | 정당               | 선거방식      | 득표율 | 득표수      | 결과    | 당락 |
| ---- | ---- | ------------- | ------------------ | ------------- | ------ | ----------- | ------- | ---- |
| 1948 | 1대  | 이시영        | 대한독립촉성국민회 | 국회 간접선거 | 57.4%  | 113표       | 1위     | 당선 |
| 1951 | 2대  | 이갑성        | 대한국민당         | 국회 간접선거 | 35.6%  | 53표        | 2위     | 낙선 |
| 1952 | 3대  | 이범석        | 자유당             | 직접선거      | 25.5%  | 1,815,692표 | 2위     | 낙선 |
| 1956 | 4대  | 이기붕 윤치영 | 자유당 대한국민당  | 직접선거      | 46.8%  | 4,046,780표 | 2위 3위 | 낙선 |

### 국회의원 선거
| 년도 | 대수 | 정당                                            | 득표수                            | 득표율      | 지역구        | 전국구  | 의석          |
| ---- | ---- | ----------------------------------------------- | --------------------------------- | ----------- | ------------- | ------- | ------------- |
| 1948 | 1대  | 대한독립촉성국민회                              | 1,662,294                         | 24.3%       | 55 / 200      |         | 55 / 200      |
| 1950 | 2대  | 대한국민당 대한독립촉성국민회                   | 1,150,326                         | 16.5%       | 38 / 210      |         | 38 / 210      |
| 1954 | 3대  | 자유당 독립촉성국민회 대한국민당                | 3,021,115                         | 40.4%       | 116 / 203     |         | 116 / 203     |
| 1958 | 4대  | 자유당                                          | 3,607,092                         | 42.1%       | 126 / 233     |         | 126 / 233     |
| 1960 | 5대  | 자유당                                          | 249,960(민의원) 1,248,753(참의원) | 2.8% · 5.9% | 2 / 2334 / 58 |         | 2 / 2334 / 58 |
| 1963 | 6대  | 민주공화당                                      | 3,112,985                         | 33.5%       | 88 / 131      | 22 / 44 | 110 / 175     |
| 1967 | 7대  | 민주공화당                                      | 5,494,922                         | 50.6%       | 102 / 131     | 27 / 44 | 129 / 175     |
| 1971 | 8대  | 민주공화당                                      | 5,460,581                         | 48.8%       | 86 / 153      | 27 / 51 | 113 / 204     |
| 1973 | 9대  | 민주공화당                                      | 4,251,754                         | 38.7%       | 73 / 146      | 73 / 73 | 146 / 219     |
| 1978 | 10대 | 민주공화당                                      | 4,695,995                         | 31.7%       | 68 / 154      | 77 / 77 | 145 / 231     |
| 1981 | 11대 | 민주정의당 한국국민당                           | 7,923,917                         | 48.9%       | 108 / 184     | 68 / 92 | 176 / 276     |
| 1985 | 12대 | 민주정의당 한국국민당                           | 8,869,221                         | 44.4%       | 102 / 184     | 66 / 92 | 168 / 276     |
| 1988 | 13대 | 민주정의당 신민주공화당                         | 9,733,000                         | 49.8%       | 114 / 224     | 46 / 75 | 160 / 299     |
| 1992 | 14대 | 민주자유당                                      | 7,923,718                         | 38.5%       | 116 / 237     | 33 / 62 | 149 / 299     |
| 1996 | 15대 | 신한국당 자유민주연합                           | 9,962,204                         | 50.7%       | 162 / 253     | 27 / 46 | 189 / 299     |
| 2000 | 16대 | 한나라당 자유민주연합 민주국민당 희망의한국신당 | 9,997,611                         | 52.9%       | 126 / 227     | 27 / 46 | 153 / 273     |
| 2004 | 17대 | 한나라당 자유민주연합                           | 8,214,122                         | 38.6%       | 104 / 243     | 21 / 56 | 125 / 299     |
| 2008 | 18대 | 한나라당 자유선진당 친박연대                    | 9,853,940                         | 57.5%       | 151 / 245     | 34 / 54 | 185 / 299     |
| 2012 | 19대 | 새누리당 자유선진당                             | 9,821,405                         | 46%         | 130 / 246     | 27 / 54 | 157 / 300     |
| 2016 | 20대 | 새누리당                                        | 7,960,272                         | 33.5%       | 105 / 253     | 17 / 47 | 122 / 300     |
| 2020 | 21대 | 미래통합당 미래한국당 국민의당                  | 11,338,239                        | 40.6%       | 84 / 253      | 22 / 47 | 106 / 300     |
| 2024 | 22대 | 국민의힘 국민의미래 개혁신당                    | 11,421,039                        | 40.3%       | 91 / 254      | 20 / 46 | 111 / 300     |

### 지방선거
| 년도 | 정당                                 | 시장  | 읍장   | 면장      | 도의원    | 시의원    | 읍의원      | 면의원          |
| ---- | ------------------------------------ | ----- | ------ | --------- | --------- | --------- | ----------- | --------------- |
| 1952 | 자유당 대한독립촉성국민회 대한국민당 |       |        |           | 179 / 306 | 145 / 378 | 429 / 1,115 | 6,509 / 16,051  |
| 1956 | 자유당 대한독립촉성국민회            | 2 / 6 | 9 / 30 | 288 / 544 | 255 / 437 | 174 / 416 | 538 / 990   | 10,984 / 16,051 |

| 년도 | 정당                             | 광역단체장 | 기초단체장 | 광역의원  | 기초의원      |
| ---- | -------------------------------- | ---------- | ---------- | --------- | ------------- |
| 1991 | 민주자유당                       |            |            | 564 / 866 |               |
| 1995 | 민주자유당 자유민주연합          | 9 / 15     | 93 / 230   | 427 / 970 |               |
| 1998 | 한나라당 자유민주연합            | 10 / 16    | 113 / 232  | 348 / 690 |               |
| 2002 | 한나라당 자유민주연합            | 12 / 16    | 156 / 232  | 500 / 680 |               |
| 2006 | 한나라당 국민중심당              | 12 / 16    | 162 / 230  | 572 / 733 | 1,678 / 2,888 |
| 2010 | 한나라당 자유선진당 국민중심연합 | 7 / 16     | 96 / 228   | 329 / 761 | 1,366 / 2,888 |
| 2014 | 새누리당                         | 8 / 17     | 117 / 226  | 416 / 789 | 1,413 / 2,898 |
| 2018 | 자유한국당 바른미래당            | 2 / 17     | 53 / 226   | 142 / 824 | 1,030 / 2,927 |
| 2022 | 국민의힘                         | 12 / 17    | 145 / 226  | 540 / 824 | 1,435 / 2,988 |

## 같이 보기
- 대한민국의 정당
  - 대한민국의 역대 정당
    - 대한민국의 민주당계 정당
    - 대한민국의 진보정당
    - 대한민국의 종교정당
- 대한민국의 보수정당의 역사